# Лорі-віні синьо-фіолетовий
Ло́рі-ві́ні синьо-фіолетовий (Vini peruviana) — вид папугоподібних птахів родини Psittaculidae. Мешкає у Французькій Полінезії та на островах Кука.

## Опис
Довжина птаха становить 16-18 см, вага 40-50 г. Хвіст короткий, округлий. Забарвлення переважно фіолетово-синє, нижня частина обличчя, щоки, горло і груди білі. На тімені блакитні смужки. Очі жовтувато-карі, дзьоб і лапи оранжеві. Виду не притаманний статевий диморфізм. У молодих птахів обличчя і нижня частина тіла тьмяно-сіро-блакитні, очі темно-карі, дзьоб чорний, лапи оранжево-коричневі.

## Поширення і екологія
Синьо-фіолетові лорі-віні раніше були широко поширені на островах Товариства і Туамоту у Французькій Полінезії, зокрема на Таїті, однак зараз зустрічаються лише на 8 островах або атолах: Мануае, Моту-Оне і Маупіхаа в групі островів Товариства і Каукура, Рангіроа, Арутуа, Апатакі і Тікехау в архіпелазі Туамоту. Також синьо-фіолетові лорі-віні мешкають на острові Аїтутакі в групі островів Кука, куди, імовірно, були завезені у XIX столітті полінезійцями. Синьо-фіолетові лорі-віні живуть у вологих рівнинних тропічних лісах, на кокосових і бананових плантаціях та в садах, зустрічаються невеликими зграйками до 10 птахів. Живляться нектаром, пилком, квітками і соковитими плодами. Гніздяться в дуплах дерев, на висоті понад 10 м над землею. В кладці 2 білих яйця розміром 19×17 мм. Інкубаційний період триває 26 днів, пташенята покидають гніздо через 2 місяці після вилуплення. Насиджують кладку і доглядають за пташенятами і самиці, і самці.

## Збереження
МСОП класифікує цей вид як вразливий. За оцінками дослідників, популяція синьо-фіолетових лорі-віні становить від 6500 до 9400 птахів. Їм загрожує хижацтво з боку інтродукованих щурів Rattus rattus і диких кішок, а також знищення природного середовища і стихійні лиха, зокрема циклони.